# 韦泽尔河畔孔达
韋澤爾河畔孔达（法語：Condat-sur-Vézère，法語發音：[kɔ̃da syʁ vezɛʁ]）是法国多尔多涅省的一个市镇，属于萨拉拉卡内达区。

## 地理
韦泽尔河畔孔达（45°7'2"N, 1°13'49"E）面积16.64 平方千米，位于法国新阿基坦大区多爾多涅省，该省份为法国西南部内陆省份，是法國本土面积第三大的省，大致对应佩里戈尔地区，北起顺时针与夏朗德省、上维埃纳省、科雷兹省、洛特省、洛特-加龙省、吉倫特省和滨海夏朗德省接壤。
与韦泽尔河畔孔达接壤的市镇（或旧市镇、城区）包括：勒拉尔丹-圣拉扎尔、科利-圣阿芒、欧巴斯、莱法尔日、泰拉松-拉维勒迪约。

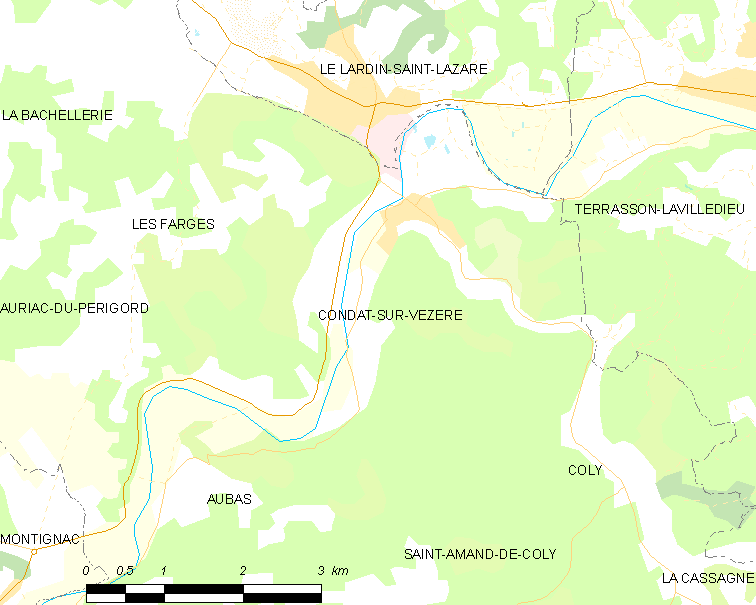
韦泽尔河畔孔达的OSM定位图

韦泽尔河畔孔达的时区为UTC+01:00、UTC+02:00（夏令时）。

## 行政
韦泽尔河畔孔达的邮政编码为24570，INSEE市镇编码为24130。

## 政治
韦泽尔河畔孔达所属的省级选区为泰拉松-拉维勒迪约县。

## 人口

1962-2008年间韦泽尔河畔孔达人口变化图示

韦泽尔河畔孔达于2022年1月1日时的人口数量为865人。